# Artiemij Panarin
Artiemij Siergiejewicz Panarin (ros. Артемий Сергеевич Панарин; ur. 30 października 1991 w Korkino) – rosyjski hokeista, reprezentant Rosji.

## Kariera
- Witiaź Czechow (2008-2012)
  -  Russkie Witiazi Czechow (2009-2011)
- Ak Bars Kazań (2012)
- Witiaź Czechow (2012-2013)
- SKA Sankt Petersburg (2013-2015)
- Chicago Blackhawks (2015-2017)
- Columbus Blue Jackets (2017-2019)
- New York Rangers (2019-)

Wychowanek Witiazia Czechow. Od końca stycznia 2013 zawodnik SKA Sankt Petersburg. Pod koniec kwietnia 2013 przedłużył kontrakt z klubem o dwa lata. Po sezonie KHL (2014/2015) odszedł ze SKA z zamiarem kontynuowania kariery w NHL. Od 30 kwietnia 2015 zawodnik Chicago Blackhawks. Pod koniec grudnia 2016 przedłużył kontrakt z tym klubem o dwa lata. Od czerwca 2017 zawodnik Columbus Blue Jackets. Od lipca 2019 zawodnik New York Rangers, związany siedmioletnim kontraktem.
Uczestniczył w turniejach mistrzostw świata 2015, 2016, 2017, Pucharu Świata 2016.

## Sukcesy
Reprezentacyjne
- Złoty medal mistrzostw świata juniorów do lat 20: 2011
- Srebrny medal mistrzostw świata: 2015
- Brązowy medal mistrzostw świata: 2016, 2017

Klubowe
- Pierwsze miejsce w Dywizji Bobrowa w sezonie regularnym: 2013 ze SKA Sankt Petersburg
- Pierwsze miejsce w Konferencji Zachód w sezonie regularnym: 2013 ze SKA Sankt Petersburg
- Puchar Kontynentu: 2013 ze SKA Sankt Petersburg
- Brązowy medal mistrzostw Rosji: 2013 ze SKA Sankt Petersburg
- Złoty medal mistrzostw Rosji: 2015 ze SKA Sankt Petersburg
- Puchar Gagarina – mistrzostwo KHL: 2015 ze SKA Sankt Petersburg

Indywidualne
- KHL (2012/2013):
  - Piąte miejsce w klasyfikacji strzelców zwycięskich goli w fazie play-off: 2 gole
- KHL (2014/2015):
  - Najlepszy napastnik miesiąca - październik 2014[8]
  - Piąte miejsce w klasyfikacji strzelców w sezonie zasadniczym: 26 goli
    - Piąte miejsce w klasyfikacji strzelców zwycięskich goli meczowych w sezonie zasadniczym: 7 goli

  - Piąte miejsce w punktacji kanadyjskiej w sezonie zasadniczym: 62 punkty
  - Pierwsze miejsce w klasyfikacji strzelców w fazie play-off: 15 asyst
  - Cztery miejsce w punktacji kanadyjskiej w fazie play-off: 20 punktów
  - Złoty Kask (przyznawany sześciu zawodnikom wybranym do składu gwiazd sezonu)
  - Nagroda „Postęp Sezonu” (dla zawodnika do lat 24 czyniącego największe postępy)
- Mistrzostwa Świata w Hokeju na Lodzie 2015/Elita:
  - Jeden z trzech najlepszych zawodników reprezentacji na turnieju[9]
- Mistrzostwa Świata w Hokeju na Lodzie 2016/Elita:
  - Czwarte miejsce w klasyfikacji strzelców turnieju: 6 goli[10]
  - Trzecie miejsce w klasyfikacji asystentów turnieju: 9 asyst[11]
  - Drugie miejsce w klasyfikacji kanadyjskiej turnieju: 15 punktów[12]
- NHL (2015/2016):
  - Calder Memorial Trophy
  - Trofeum Charłamowa – najlepszy rosyjski zawodnik sezonu
  - NHL All-Rookie Team
- NHL (2016/2017):
  - Drugi skład gwiazd
- Mistrzostwa Świata w Hokeju na Lodzie 2017/Elita:
  - Pierwsze miejsce w klasyfikacji asystentów turnieju: 13 asyst[13]
  - Pierwsze miejsce w klasyfikacji kanadyjskiej turnieju: 17 punktów[14]
  - Najlepszy napastnik turnieju[15]
  - Skład gwiazd turnieju[16]
  - Jeden z trzech najlepszych zawodników reprezentacji w turnieju[17]